# Ana Maria Bamberger
ANA-MARIA BAMBERGER este un dramaturg recunoscut internațional, cu sediul la Paris și Hamburg, care lucrează în limbile engleză, franceză, germană și română.
Printre piesele sale, foarte apreciate de public și critică, se numără: Belvedere, Paradoxul Dorințelor, O Noapte Întreagă, Să vorbesc cu tine, Pește cu Mazare (Martha, Marina), Three O´Clock, Portretul Doamnei T. și Pietroiul, printre altele. Piesele au fost jucate în teatre și la festivaluri din întreaga lume, precum și la televiziune și la radio, și au fost publicate sub formă de carte. 
O relație artistică și umană specială a legat-o de legendara actriță Olga Tudorache, care a jucat ani de zile cu cassa închisă în primele trei piese ale autoarei (Noiembrie, la Teatrul Național București, Pește cu Mazăre, la Teatrul Metropolis și Portretul Doamnei T, la Teatrul Mic București).
Născută la București, în România, Ana-Maria Bamberger a studiat medicina și a lucrat în cercetarea medicală la NIH (National Insitutes of Health) din Bethesda, Maryland (Statele Unite) și la Centrul Medical Universitar Hamburg, Germania. Este director artistic al Magus Theatre Productions, companie internațională de producție de teatru, și a fost visiting dramatist și profesor asistent la Paris School of Arts and Culture, campusul din Paris al Universității Kent.

## Piese de teatru
- 2025: Carpe diem, Teatrul Funambule Montmartre, Paris
- 2024: Paradoxul dorințelor (Le Paradoxe du désir), Teatrul Le Guichet Montparnasse, Paris
- 2023: O noapte intreagă (Une nuit entière), Teatrul Le Guichet Montparnasse, Paris
- 2018: Să vorbesc cu tine (Parler avec toi), Paris, Théâtre Le Guichet Montparnasse ; 2022 Bucuresti, Teatrelli
- 2017: Infractorii, București, Teatrul Dramaturgilor Români; 2019 Paris, Théâtre Le Guichet Montparnasse (titlu francez: Cambriolage)
- 2013: Petroiul (co-autor Christoph M. Bamberger), Germania, Theater Paderborn (titlu german: Der Stein); 2014 Paris, Théâtre Studio Hébertôt (titlu francez: Le Rocher), 2014 Londra, Tristan Bates Theatre (titlu englez: Rock and a Hard Place); 2019 Salzburg, Kleines Theater; Teatrul National Radiofonic
- 2011: 10 Întrebari[3], Brighton, Marlborough Theatre (titlu englez: 10 Questions); 2012 Teatrul Anton Pann; 2014 Germania, Lichthof Theater Hamburg (titlu german: 10 Fragen); Teatrul National Radiofonic București
- 2011: Taxi Blues, Teatrul National Radiofonic București, Teatrul Nottara si Teatrul National București (2015)
- 2011: Blind Date, Hamburg, Kontraste Theater
- 2010: Belvédère, Hamburg, Kontraste Theater / Vagantenbühne Berlin; 2011 Teatrul Clasic Arad; 2012 Londra, White Bear Theatre; 2020 Paris, Théâtre Le Guichet Montparnasse; 2021 Madrid, Teatro Sanchinarro & Teatro Carril del Conde; 2021 Londra, Old Red Lion Theatre; 2022 Paris, Théâtre de Nesle (pe limba engleza); Teatrul National Radiofonic București, nominalizat pt. Premiul UNITER
- 2010: Three O'Clock, Teatrul National Sibiu; 2010 München, Rosstall-Theater; 2021 Stadttheater Weilheim ; Teatrul National Radiofonic București, Grand Prix Nova pentru cea mai bună actriță
- 2008: Portretul doamnei T, București, Teatrul Arcub / Teatrul Mic, cu Olga Tudorache; 2008 Germania, EuroCentral Theater Bonn; 2011 Praga, Teatrul ABC (Divadlo ABC); 2022 Paris, Théâtre Le Guichet Montparnasse; Teatrul National Radiofonic București, Premiul UNITER
- 2004: Peste cu mazare[4][5], București, Teatrum Mundi / Metropolis, cu Olga Tudorache; 2008 München, Rosstall-Theater (titlu german: Martha, Marina); 2011 New York City, Davenport Studio, lectura scenica cu Mary Lou Wilson (Câștigător Tony Award) si Mary McCann; 2016 Avignon, Théâtre La Luna; 2018 Paris, Théâtre Funambule Montmartre (titlu francez: Poisson et petits pois)
- 2003: Noiembrie, București, Teatrul National, cu Olga Tudorache